# Chlorospin du Tacarcuna
Chlorospingus tacarcunae
Espèce
Statut de conservation UICN

 LC  : Préoccupation mineure
Le Chlorospin du Tacarcuna (Chlorospingus tacarcunae), anciennement Tangara du Tacarcuna, est une espèce de passereaux appartenant à la famille des Passerellidae.

## Description
Cette espèce mesure environ 13 cm de longueur.

## Répartition
Son aire disjointe s'étend à travers les montagnes du Panama (cordillère de San Blas, serranía de Majé) et la serranía del Darién, culminant au cerro Tacarcuna (1 875 m).

## Habitat
Il vit dans les zones humides subtropicales ou tropicales d'altitude.